# Cola bracteata
Cola bracteata là một loài thực vật có hoa thuộc họ Sterculiaceae.
Loài này chỉ có ở Uganda.